# Gramático
Gramático es el especialista en gramática. Con el nombre de gramáticos se conoce a los autores que se dedicaron a exponer las reglas de esta disciplina.
La denominación se aplica especialmente a autores de la Antigüedad griega y romana (Riano, Aristarco de Samotracia, Dionisio Tracio, Crates de Malos, Apolonio Díscolo, Lucio Elio Estilón, Lucio Orbilio Pupilo, Remio Palemón, Marco Valerio Probo, Marco Verrio Flaco, Emilio Asper, Quintiliano, Prisciano) y también de la Edad Media, en la que la gramática formaba parte del trivium, es decir, del núcleo de enseñanzas en la universidad medieval. La enseñanza de la gramática, en estos períodos de la historia, se impartía fundamentalmente a base de ejemplos tomados de los autores considerados autoridades, como Virgilio, Tito Livio o Séneca. De este modo también se fue transmitiendo un acervo de conocimiento de los autores, que estaban señalados por el prestigio. La costumbre se mantuvo también en la escuela cristiana de los primeros siglos, de forma que los Padres de la Iglesia tenían un excelente conocimiento de los autores greco-latinos que han pasado a llamarse "clásicos".
El término también se aplica a los eruditos que comenzaron a hacer gramáticas de las lenguas vulgares a partir del Renacimiento, ya que hasta entonces no se había considerado que pudieran ser dignas de ello (como Antonio de Nebrija, autor de Gramática castellana -1492-, John Palsgrave, autor de L'esclarcissement de la langue francoyse -1530-, Jacques Dubois, autor de In linguam gallicam isagōge, una cum eiusdem Grammatica latino-gallica, ex hebræis, græcis et latinis authoribus -1531-, o William Bullokar, autor de Pamphlet for Grammar -1586-); así como a los que se ocuparon de los asuntos lingüísticos en otras tradiciones culturales; unas más próximas a la occidental, como la hebrea (Abraham Ibn Esra) o la árabe (Abu al-Aswad al-Du'ali o Sibuyé); otras muy lejanas, como la india (como Panini -autor de la gramática escrita más antigua, la del sánscrito, ca. 460 a. C.-) o la china (como Duan Yucai y Wang Niansun -con anterioridad, la Escuela de los Nombres-).
Modernamente, el uso del término ha sido desplazado por los de "lingüista" o "filólogo".